# مینی‌وایز

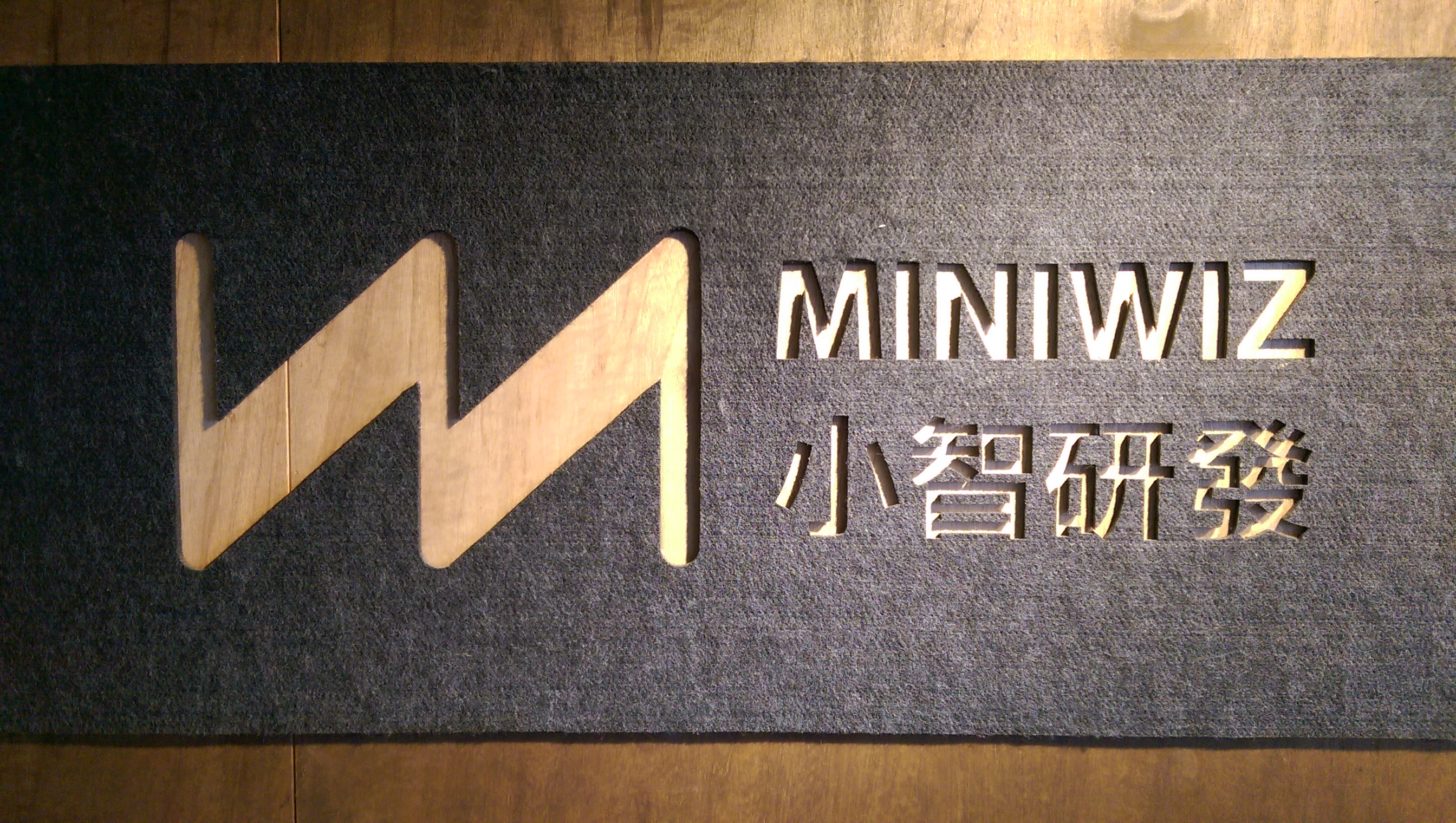
نشان‌وارهٔ رسمی مینی‌وایز در ورودی دفتر شرکت - ۲۰۱۵

مینی‌وایز (به انگلیسی: Miniwiz) یک شرکت تایوانی الاصل است؛ که به بازیافت زباله‌های مصرف‌کننده و پسماندهای (ضایعات) صنعتی برای ساخت مصالح متنوع، با کارایی بالا و کربن فوق‌العاده کم، اختصاص یافته است که برای مصارف مختلف، از ساختمان گرفته تا محصولات مصرفی مناسب است. شرکت در سال ۲۰۰۶ تأسیس شد و به خاطر طرح و طراحی "اکو آرک " و "آیفون ۴/۴ ۱۰۰٪ ساخته شده از نخاله" مشهور است.

## توصیف
مینی وایز در مارچ ۲۰۰۶ توسط فارغ‌التحصیل معماری، آرتور هانگ و ۶ مؤسس دیگر ساخته شد. مجله surface Asia، مینی وایز را «خدمه نوآورانه چند ملیتی طراحان» توصیف می‌کند.

## کارکنان
مینی وایز حدود ۴۰ کارکن دارد که همگی تخصص و پیشینه‌های فرهنگی متنوعی دارند. این شرکت توسط آرتور هانگ، مدیر عامل و مؤسس، هدایت می‌شود. سایر اعضا شامل Jarvis Liu وAdam Cheng وDonald Saga وChristopher Yen وJohann Boedeckerو Eldad Ahrony می‌باشد.

## محصولات
مینی وایز با ترکیب زباله‌های فرا مصرف‌کننده و ضایعات کشاورزی از قبیل جو یا پوسته برنج، مجموعه‌ای از مصالح ۱۰۰٪ ساخته‌شده از نخاله را ایجاد کرده که مدعی است می‌تواند آنها را بهتر کند. این شرکت سیلیکای (سیلیکون دی اکسید) استخراجی از ضایعات کشاورزی را برای تشکیل یک زنجیر نانو مولکولی استفاده می‌کند با زباله‌های فرا مصرف‌کننده‌ای، برای قدرت فزاینده مصالح، کارایی تولید، و عملکرد ضد حریقی، همگی بدون استفاده از افزودنی‌های شیمیایی سمی. مینی وایز به دلیل عرضه فراوان زباله هاب فرا مصرفی و ضایعات کشاورزی تمام نشدنی است و می‌تواند تولید انبوه شود.
پلی بریک یکی از مصالح ساختمانی است که از ۱۰۰٪ PET بازیافت شده تولید می‌شود. این ماده شفاف است، به طور طبیعی عایق است و بسیار بادوام می‌باشد. ساختار پیمانه‌ای این ماده آن را بدون هیچ چسبنده شیمیایی بسیار قدرتمند می‌کند، در حالی که وزنش تنها یک پنجم سیستم‌های استاندارد پرده دیواری می‌باشد. پلی بریک را می‌توان در محل ساختمان تولید کرد که این امر در مقایسه با ساختارهای سنتی شیشه و استیل اثر بجا مانده از کربن را به شدت کاهش می‌دهد. بر خلاف روند معمول تولید PET، در تولید پلی بریک از سنگ سرمه استفاده نمی‌شود. سنگ سرمه ماده‌ای سمی محسوب می‌شود.
پلی بریک در سال ۲۰۱۰ برنده جایزه زمین (The Earth Awards) شد و باعث شد Miniwiz به عنوان یکی از فینالیست‌های جایزه نوآوری آسیا از نشریه وال استریت برگزیده شود.

## پلی بر
مینیویز پسماندهای کشاورزی مانند پوسته جو و برنج را با پسماندهای مصرفی ترکیب می‌کند و از این ترکیب یک کامپوزیت پلیمر با درجه‌ای مثال زدنی از انطباق پذیری معماری حاصل می‌شود که آن را پلی بر می‌نامند. پلی بر برای بهبود عملکرد ماتریسی پلیمر از تقویت به روش نانو مولکولی بهره می‌برد و بدین ترتیب از پلاستیک‌های خام رایج مستحکم‌تر می‌شود. همچنین در مقایسه با پلاستیک در روند تولید پلی بر دو سوم کمتر انرژی مصرف کرده و در طول چرخه حیاتش ۴۰ درصد کمتر کربن تولید می‌کند. پلی بر را می‌توان با استفاده از تمام روش‌های معمول قالب‌گیری از قبیل قالبگیری تزریقی، حرارتی، اکستروژن و غیره تولید کرد.
مینیویز استفاده از پلی بر را در بسیاری از محصولاتش از قبیل Re-Wine (که جایزه نیز برده) و Re-case و همچنین در مصارف ساختمانی در پروژه‌هایی در سرتاسر دنیا آغاز کرده است.

## سیمان برنج
مینیویز یک سری فناوری‌های مبتنی بر گیاهان را طراحی کرده که در آن از پسماندهای کشاورزی سیلیکا استخراج می‌شود. این روش برخی از مشکلات مربوط به گاز سیلیکا و خاکستر بادی را حل می‌کند که معمولاً به عنوان یک محصول صنعتی جانبی تولید می‌شود. سیلیکای استخراج‌شده از این روش بی‌شکل است و دارای ۹۸ درصد SiO2 می‌باشد (مقدار سیلیکای بسیار بیشتر در مقایسه با گاز سیلیکا یا خاکیتر بادی). بر اساس تخمین‌ها ۵ درصد کربن جهان از تولید سیمان حاصل می‌شود. فناوری مینیویز باعث می‌شود نیاز به سیمان در بتن کاهش یابد.

## پروژه‌ها

### اکو آرک
اکو آرک سالن اصلی نمایشگاه بین‌المللی گیاه‌شناسی چین تایپه بود. این عمارت ۹ طبقه‌ای، که سفارش گروه خاور دور است، از ۱٫۵ میلیون پلی بریک ساخته شده که باعث جلوگیری از هدر رفتن ۳۰۰ تن پلاستیک شد. ساختار شفاف پلی بریک عمارت را به یک نورگیر طبیعی بدل می‌کند و محفظهٔ هوا نیز به عایق شدن بنا کمک می‌کند. مثل یک ساختمان عظیم LEGO استفاده از پلی بریک امکان جدا کردن سازه و سر هم کردن آن در مکانی دیگر را فراهم می‌کند. این مزیت پلی بریک را مصداق مفهوم 3R می‌کند چرا که هم با استفاده از مواد بازیافتی زباله‌ها را کاهش می‌دهد و هم قابلیت استفاده مجدد دارد. علاوه بر مفهوم 3R، وزن پایین و استحکام یونیت‌ها در پلی بریک ساختمان اکوآرک را در برابر زلزله و طوفان‌های شدید مقاوم می‌سازد. این ساختمان در یک برنامهٔ یک ساعتی ویژه به نام بناهای عظیم از کانال نشنال جوگرافی به نمایش درآمد.